# Serralada de Zanguezur
Zangezur és la regió del Llac Geycha o Sevan a Armènia Les muntanyes Zangezur (armeni: Զանգեզուրի լեռներ o Սյունյաց լեռներ; àzeri: Zəngəzur dağları) són una cadena muntanyosa que defineix la Província de Siunik, Província de Vaiots Dzor, i la república autònoma de Nakhtxivan. La regió de Zangezur és reconeguda internacionalment com la segona extensió forestal més gran d'Armènia, situada a les muntanyes Zangezur on cobreixen més del 20% del territori de la província armènia Siunik i assoleixen una altitud de 2.200-2.400 m.
Durant el període soviètic va tenir una forta minoria àzeri. Des 1989 els canvis de població entre Armènia i l'Azerbaidjan provocaren la sortida de molts àzeris. Actualment és una regió de majoria armènia.
La regió de Zangezur fou cedida per Armènia a l'Azerbaidjan al setembre de 1920. Va passar a la República socialista soviètica d'Armènia a la divisió territorial de la Unió Soviètica.
El març de 1992 alguns àzeris proclamaren una efímera república àzeri anomenada Geycha i Zangezur, probablement sense incidència sobre el territori.

## Galeria

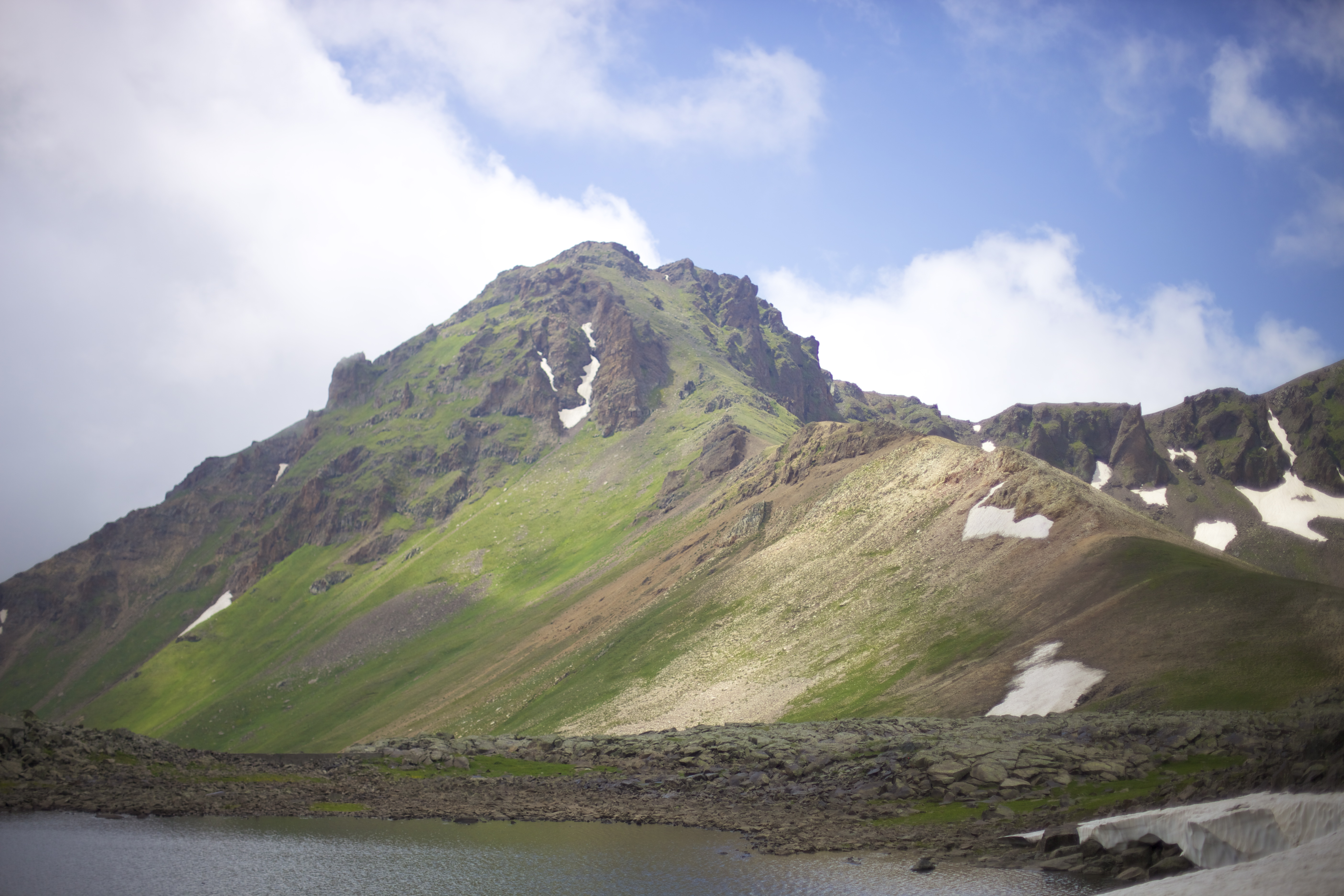
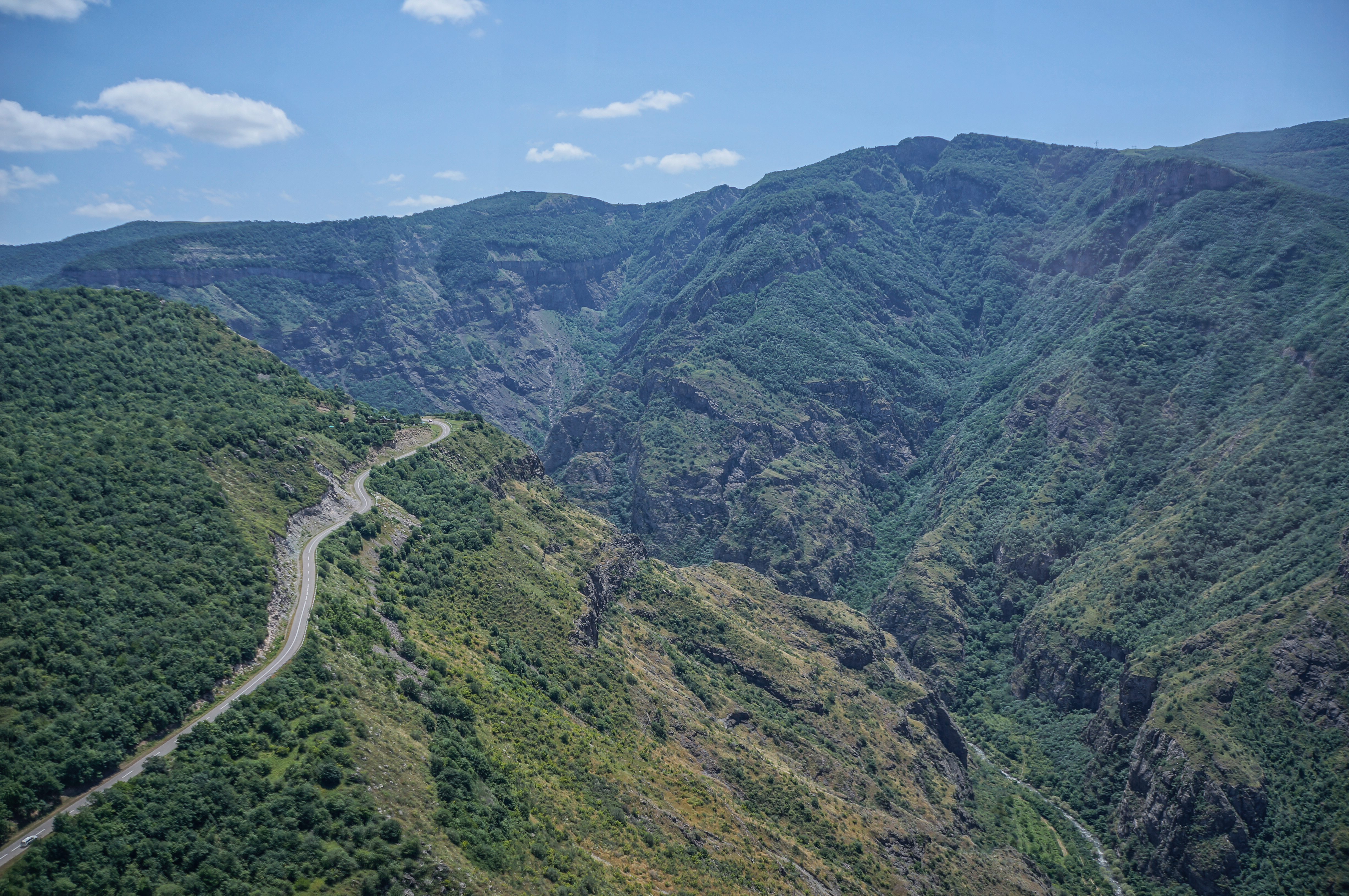
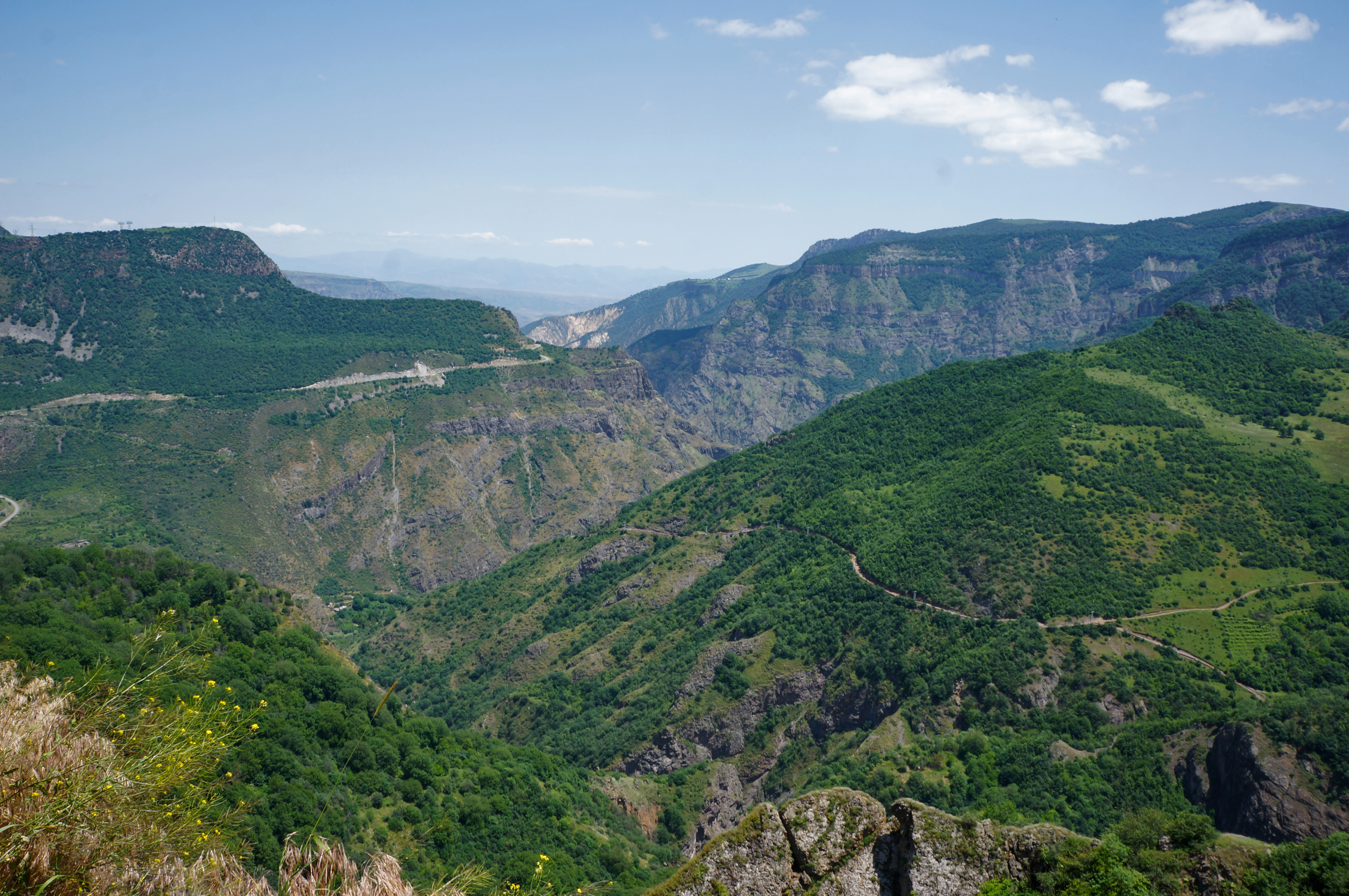
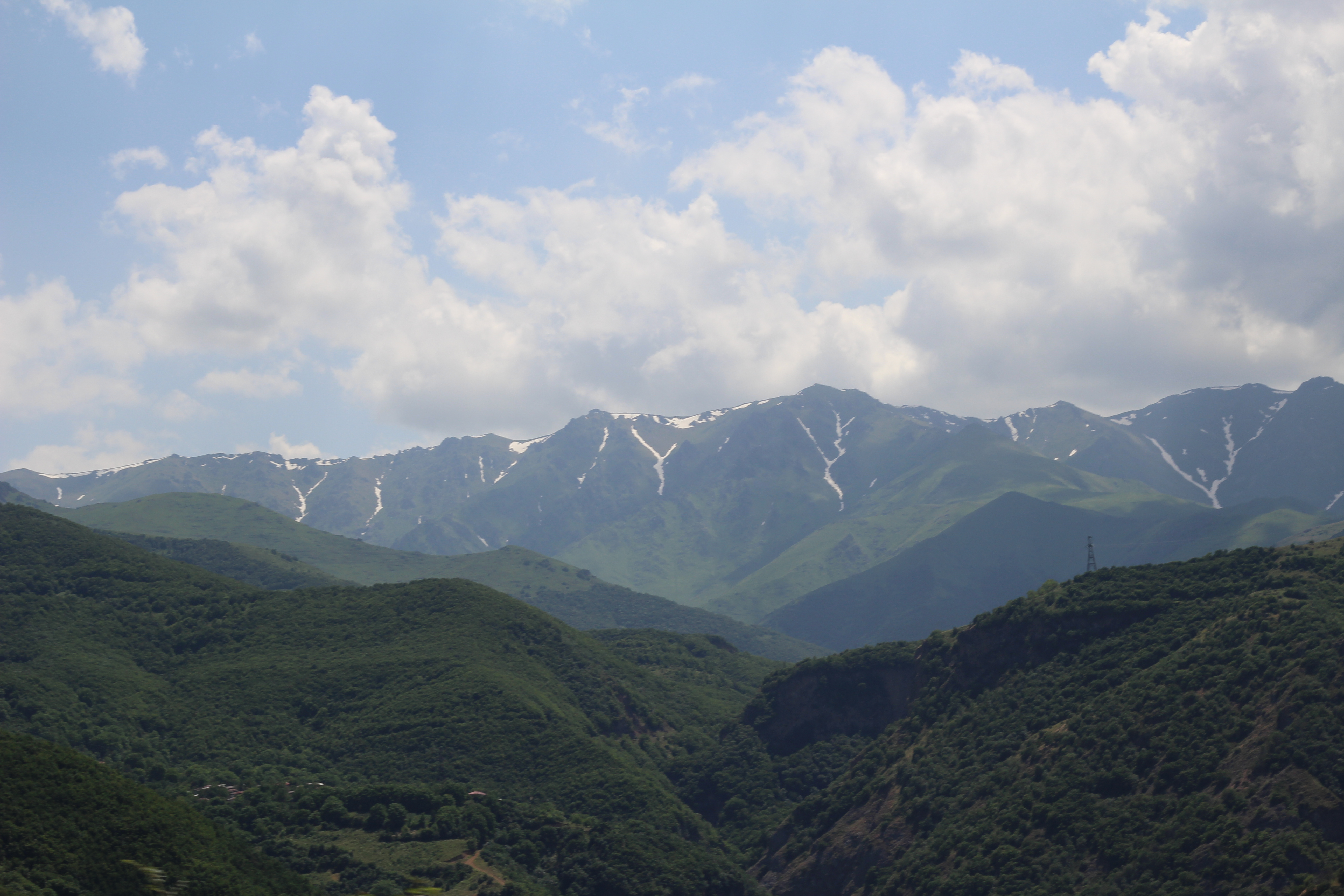
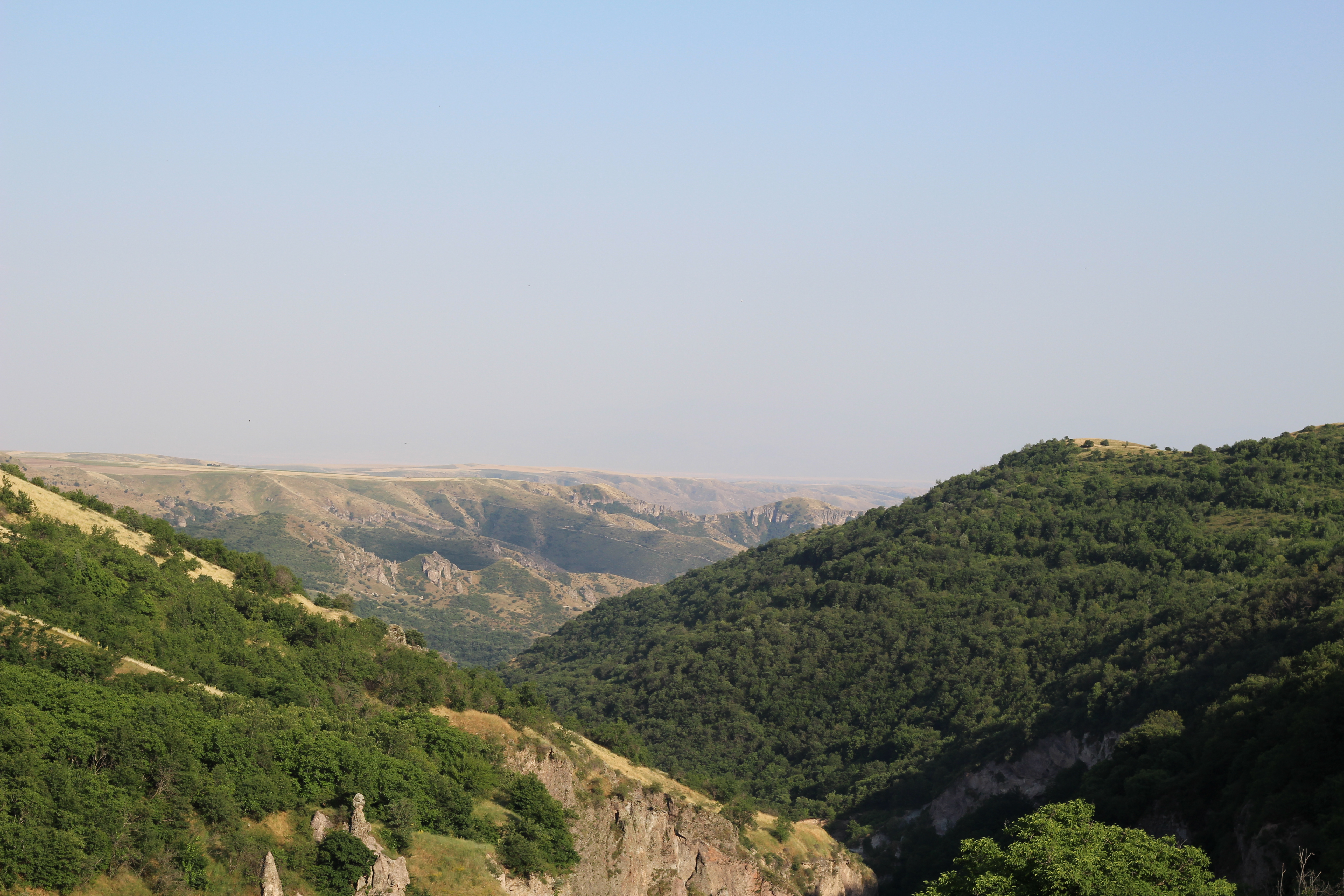